# Edifici de l'antic Sindicat Vertical
L'Edifici de l'antic Sindicat Vertical era una obra de Girona inclosa a l'Inventari del Patrimoni Arquitectònic de Catalunya.

## Descripció
És un edifici que ocupa una parcel·la rectangular en cantonada, amb tres façanes exteriors. S'estructura en sis plantes. L'exterior presenta una composició clàssica amb un basament, un cos i un coronament. Les dues primeres plantes presenten a l'exterior un arrebossat tipus encoixinat imitant pedra, rematat amb una cornisa que recorre tot l'edifici marcant una línia horitzontal que separa la resta de plantes. El cos és format per les tres plantes següents amb arrebossat llis emmarcant les finestres i uns eixos verticals de modulació que imiten carreus. A la part superior una àmplia cornisa separa la última planta, que presenta un acabat imitació pedra que fa de coronament del conjunt. Els sostres són fets amb voltes de rajol de quatre punts de suport.

## Història
Fou construït per a donar cabuda a les instal·lacions del Sindicat Vertical a partir dels anys 40. També hi havia les oficines de la Obra Sindical del Hogar. Sembla que la construcció s'inicià a principis dels anys 50. Abans del seu enderrocament va ser la seu d'UGT i CCOO